# Nanlang
Nanlang is een grote gemeente in het oosten van stadsprefectuur Zhongshan, provincie Guangdong. Er wonen zo'n 38.000 mensen. Het heeft een totale oppervlakte van 206 km². Het geboortedorp van Sun Zhongshan, Cuiheng, ligt in Nanlang. 
In Nanlang wordt naast een Kantonees dialect ook het Zhongshan Minyu Nanlang Minyu gesproken.